# 卡廷斯瓦夫 (加利福尼亞州)
卡斯廷瓦夫（英語：Cuttings Wharf）是位於美國加利福尼亞州納帕縣的一個非建制地區。該地的面積和人口皆未知。

## 地理
卡斯廷瓦夫的座標為38°13′36″N 122°18′32″W / 38.22667°N 122.30889°W，而該地的平均海拔高度為2米（即7英尺）。